# 陳嘉豪
陳嘉豪（Chan Ka Ho，1996年1月27日—），生於香港，香港足球運動員，司職守門員，現時效力香港超級聯賽球會理文。

## 球員生涯
陳嘉豪生於香港，自12歲時已開始加入傑志青年軍，直到2014/15球季獲傑志提升到一隊，擔任正選門將王振鵬及郭劍橋的後備，惟他效力傑志期間，有時連後備都沒機會，只能在場邊或看台觀戰，到2017年1月18日在青衣運動場作客和富大埔前的菁英盃首圈，因傑志門將郭劍橋有事未能應戰，而臨時由20歲的陳嘉豪擔正，是陳嘉豪首次為一隊上陣之餘，更是他職業生涯首次踢正式比賽，而陳嘉豪亦救出不少險球，包括兩度救出對方球員伊達的射門，只是防線一次疏漏令傑志最終以0–1落敗，雖然傑志首圈出局，但球會教練朱志光指出首次上陣的陳嘉豪演出具水準。
直到2017/18球季，陳嘉豪為更多的出場機會，外借到地區球會陽光元朗，碰巧地球會正選門將彭梓鍵受傷，使陳嘉豪突然由球隊第3門將變成為正選，而他在教練團鼓勵下表現亦漸漸穩定，並在9月10日對理文的首場聯賽，正選登場，協助元朗零封對手以1–0勝出。而他於12月24日對母會傑志的高級組銀牌四強，正選上陣，結果協助元朗加時以3–1反勝，相隔50年再晉身高級組銀牌決賽，兼終結傑志跨季25場賽事不敗記錄，而他在1月27日對東方龍獅的決賽，首度在大賽決賽上陣，結果協助元朗以3–0擊敗對手，相隔50年後再奪得高級組銀牌冠軍。
2018/19球季，陳嘉豪獲續借到元朗，並轉穿1號球衣。
2020/21球季，陳嘉豪轉投香港超級聯賽球會理文。效力時，大部分時間與另外一位門將袁皓俊輪換。

## 國際賽生涯
在2017年12月，陳嘉豪獲香港隊徵召首度出戰第40屆省港盃，雖然他在兩回合都沒有上陣，但結果香港互射12碼以4–2擊敗廣東，重奪失落五屆的省港盃冠軍。
2022年7月24日，香港足球代表隊在東亞足球錦標賽對陣韓國，陳嘉豪首度為大港腳上陣。

## 榮譽
理文
- 香港超級聯賽冠軍（2023–24季度）

傑志
- 香港超級聯賽冠軍（2014–15季度）
- 香港聯賽盃冠軍（2014–15、2015–16季度）
- 香港足總盃冠軍（2014–15季度）
- 香港高級組銀牌冠軍（2016–17季度）

元朗
- 香港高級組銀牌冠軍（2017–18季度）

香港教育學院
- 中國大學生校園足球聯賽校園組 最佳守門員（2015年）
- 中國大學生校園足球聯賽校園組 全國總冠軍（2015年）

香港代表隊
- 省港盃冠軍（2018年）

## 外部連結
- 香港足球總會網頁球員資料 （页面存档备份，存于）